# Igor' Panarin
Igor' Nikolaevič Panarin (in russo Игорь Николаевич Панарин?; 30 ottobre 1958) è un politologo russo.
In Russia è membro dell'Accademia delle Scienze Militari, del Consiglio Scientifico e Metodologico (Commissione Elettorale Centrale) e del Comitato Federale per gli Affari della CSI; decano della Facoltà di Relazioni Internazionali e docente di Relazioni pubbliche e comunicazione di massa presso l'Accademia Diplomatica del Ministero degli Affari Esteri. È autore di numerosi libri sulla geopolitica e la propaganda di guerra.

## Biografia
Panarin si è laureato presso la Scuola di Telecomunicazioni dell'Alto Comando Militare del KGB di Orël e la Divisione di Psicologia dell'Accademia Politico-Militare. Nel 1976 cominciò ad operare nel KGB e, dopo 1991, nel FAPSI (Federal'noe Agenstvo Pravitel'stvennoj Cvjazi i Informacii, agenzia governativa russa, adesso parte del FSB) - divenendo anche consulente del presidente federale Boris El'cin. Dal 1999 al 2003 è stato a capo della Divisione Analisi della Commissione Elettorale Centrale della Federazione Russa; dal 2006 al 2007 ha lavorato da addetto stampa dell'Agenzia Spaziale Federale Russa.
Da alcuni anni Panarin propone la creazione di una confederazione eurasiatica, che riunisca la spazio postsovietico in un'entità modellata sull'esempio dell'Unione Europea.

## La previsione del collasso statunitense

La mappa degli USA dopo la disintegrazione prevista da Panarin

Panarin è noto a livello internazionale soprattutto per la sua previsione, formulata la prima volta nel 1998, del collasso e della disintegrazione degli USA entro il 2010 a seguito d'una crisi economico-finanziaria, che avrebbe fatto emergere le contraddizioni sociali e politiche all'interno della federazione causandone la divisione in cinque parti: l'Alaska (che ritornerebbe alla Russia), l'Ovest (che entrerebbe nell'orbita economica della Cina), il Sud (dal Texas alla Florida, potrebbe essere riassorbito dal Messico o, comunque, entrerebbe nell'orbita latino-americana), il Centro-Nord (incorporato dal Canada) ed il Nord-Est (che resterebbe legato all'Unione europea).
La fama di Panarin e l'interesse per la sua originale analisi sono aumentati dopo che, nell'autunno 2008, è avvenuta la crisi finanziaria degli USA da lui prevista con un decennio d'anticipo. Da allora è stato più volte intervistato, non solo nelle televisioni e nei quotidiani russi (con alcuni dei quali collaborava già in precedenza), ma anche da "Russia Today" e dalla "CNN"; della sua previsione s'è occupato anche il "Wall Street Journal". In Italia la rivista di geopolitica "Eurasia" ha pubblicato sul proprio sito un'intervista a Panarin; il politologo russo, sempre su invito della rivista "Eurasia", ha tenuto nel maggio 2009 una conferenza a Milano.